# ریزش مو
ریزش مو یا آلوپسی (به انگلیسی: Alopecia) یک واژه عمومی به معنی کاهش موی سر یا هر قسمتی از بدن به هر علتی است. آلوپسی علل متفاوتی مانند هورمونی، خودایمنی، عوارض داروهایی مانند آلبندازول که در هنگام آلودگی با کرمک استفاده می‌شود، کم‌خونی، و ژنتیک دارد. در بیشتر موارد عامل اصلی ریزش مو پوست سر چرب است.

## طاسی
طاسی به وضعیت نداشتن مو یا از دست دادن آن در نواحی‌ای که مو اغلب در آن نواحی رشد می‌کند به خصوص در سر گفته می‌شود. کچلی نوعی عفونت پوست و ریزش موی ناشی از عامل قارچی است.

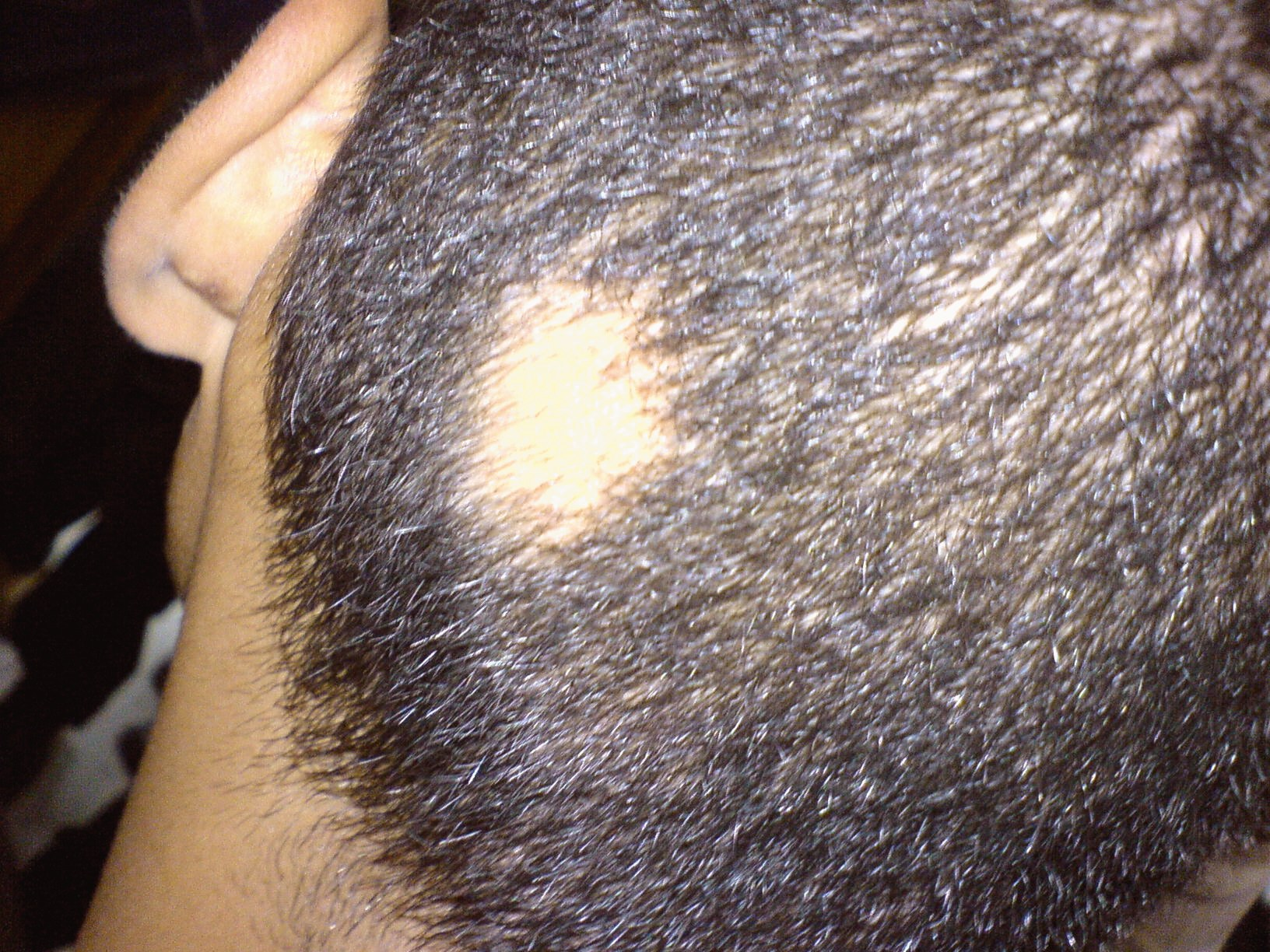
طاسی منطقه‌ای یا کچلی سکه‌ای

## انواع ریزش موها
انواع آلوپسی شامل طاسی با الگوی مردانه (که آلوپسی آندروژنیک، آلوپسی آندروژنتیک، و آلوپسی آندروژنتیکا نیز نامیده می‌شود و در فارسی می‌توان آن را به طاسی وابسته به هورمون مردانه یا کچلی آندروژنیک نیز ترجمه کرد) گرفته، تا مواردی همچون طاسی منطقه‌ای (آلوپسی آره‌آتا) که شامل از دست دادن منطقه‌ای مو در برخی از نواحی سر یا بدن است، طاسی کامل یا همان آلوپسی توتالیس که به از دست دادن همه موی سر به‌طور کامل گفته می‌شود، و نیز ریزش موی سرتاسری یا همان آلوپسی یونیورسالیس که شامل از دست دادن همه موهای سر و بدن می‌شود.

## طاسی مردانه
آلوپسی آندروژنیک مردانه یا طاسی مردانه ریزش مو تیپ مردانه را نمی‌توان یک بیماری دانست. این وضعیت به‌طور معمول در مردانی که از نظر ژنتیکی مستعد این وضعیت هستند اتفاق می‌افتد و در واقع نوعی پاسخ فیزیولوژیک بدن آنها به آندروژن‌ها یا همان هورمون‌های مردانه است.
موهای ناحیه سر در انسان با وجودیکه رشد غیر وابسته به هورمون جنسی مردانه (آندروژن) دارند، اما دارای گیرندهٔ خاص هورمون‌های جنسی هستند. به همین دلیل این هورمون‌ها می‌توانند بر ریزش مو مؤثر باشند. در مردان بخش‌های فرونتوتمپورال یعنی نواحی جلو و اطراف و مرکز سر دارای گیرنده هورمونی هستند. اما در زنان همه موهای ناحیه سر دارای گیرنده آندروژنی هستند. به همین دلیل در مردان اول ناحیه جلوی سر دچار کاهش مو می‌شود و بعد ناحیه مرکزی و سپس این دو ناحیه بهم می‌رسند.
برای درمان الوپسی مردانه از آنتی آندروژن (مانند فیناستراید)، ماینوکسیدیل موضعی و روش‌های جراحی کاشت مو می‌توان سود برد. بهترین کاندیداهای درمان با ماینوکسیدیل مردان با سن کمتر از ۳۰ سال هستند که کمتر از ۵ سال است دچار ریزش مو شده‌اند.
- طب سنتی و ریزش موی آندروژنیک

ابن سینا در کتاب قانون در طب این نوع از ریزش مو در مردان را نتیجه بالا رفتن دمای غریزی بدن منجر به از دست دادن قابلیت بخار دودی مبنی بر رویش مو می‌داند. او می‌گوید این حالت اکثراً در سنین جوانی روی می‌دهد. بدین گونه که در بعضی از افراد دمای پایه بدن در اثر بلوغ جنسی بطور متمایزی افزایش می‌یابد که این افزایش دما، بیشتر در ناحیه سر مشهود است. چرا که همیشه حرارت و گرما متوجه قسمت بالا می‌شود. طبق استدلال بعمل آمده، این افزایش حرارت منجر به جوشیدن بخار دودی شده و این بخار که در دمای عادی عامل رویش مو است، در افراد مبتلا به این نوع افزایش دما، باعث ریزش موی سر می‌گردد. ولی در بخش های پایین تر از سر، یعنی ناحیه سینه این افراد، که دمای مناسبتری برای عملکرد ذاتی این بخار دودی برای رویش مو وجود دارد، شاهد تراکم موهای زبر و پر پشتی هستیم!

## طاسی زنانه
آلوپسی آندروژنیک زنانه یا طاسی زنانه را گاهی آلوپسی آندروژنیک آدرنال زنانه هم می‌خوانند. چرا که در برخی از این زنان سطح سرمی دهیدرواپی آندروسترون سولفات (اختصاری DHEAS) که نوعی آندروژن غده فوق کلیوی (آدرنال) است، بالا است. در این زنان طرح مشخصی از آلوپسی مرکزی اسکالپ بدون فرورفتگی فرونتوتمپورال پدید می‌آید. اما در سایر زنان کاهش مو در تمام سر به‌طور یکسان پدید می‌آید و زنان مانند مردان دچار طاسی سر نمی‌شوند.

## آلوپسی آره‌آتا
طاسی منطقه‌ای (آلوپسی آره‌آتا) بیماری است که با آغاز سریع ریزش مو در یک منطقه کاملاً مشخص و معمولاً مدور تشخیص داده می‌شود. بیشتر بیماران، زیر ۶۰ سال سن دارند و هیچ یافته دیگری به همراه ندارند. علت این بیماری می‌تواند اختلالات دستگاه ایمنی مانند کم خونی ایمنی، التهاب تیروئید، دیابت و غیره باشد.
مبتلایان به طاسی منطقه‌ای در یک سوم موارد خودبخود بهبود می‌یابند و نیازی به درمان ندارند. ولی در موارد شدید می‌توان از داروهای کورتون (موضعی یا تزریق داخل جلدی)، ماینوکسیدیل، پووا تراپی و غیره استفاده کرد.
کورتون موضعی مانند تریامسینولون را نباید به مقدار زیاد استفاده کرد. چون کاهش بافت پوست و آتروفی آن را بدنبال دارد. اگر مناطق درگیر در این بیماری زیاد یا پخش شده باشد یا مژه‌ها و ابروها درگیر باشند، یا با حساسیت همراه باشد وخامت این بیماری بیشتر خواهد بود.

## آلوپسی توتالیس
طاسی کامل یا آلوپسی توتالیس به ریزش همه موی سر گفته می‌شود. این بیماری دارای دوره‌های رشد و ریزش مو است. هرچند که پروگنوز یا پیش‌آگهی رشد طولانی مدت مو در آن ضعیف است.

## آلوپسی یونیورسالیس
طاسی سرتاسری یا آلوپسی یونیورسالیس به ریزش همه موی بدن گفته می‌شود که بسیار نادر است.

## علل و درمان
علت ریزش مو می‌تواند شوره سر، کمبود پروتئین، آهن، ویتامین B12، بیوتین (ویتامین B7)، بپانتن (ویتامین B5)، ژنتیکی، کم خوابی، استرس، ترس، چربی موها، مصرف بعضی غذاها و داروها، و ابتلا به بعضی بیماری‌ها مانند طاسی و غیره باشد.

## درمان
سازمان غذا و داروی آمریکا (FDA) نخستین دارو برای درمان کودکان و بزرگسالان مبتلا به آلوپسی آره‌آتا را تأیید کرد. این دارو ساخت شرکت فایزر با نام ژنریک ریتلسیتینیب با نام تجاری لیتفولو (Litfulo) فروخته می‌شود و در چند هفته آینده وارد بازار خواهد شد.
بر اساس بیانیه شرکت فایزر قیمت اعلام‌شده برای مصرف یک سال این دارو ۴۹۰۰۰ دلار است که در حد قیمت سایر داروهای تخصصی بیماری‌های پوست است. البته به گفته این شرکت قیمت واقعی این دارو بر اساس طرح مراقبت بهداشتی بیمار ممکن است متفاوت باشد.
در همه موارد آلوپسی، رشد دوباره مو ممکن است بدون درمان یا پس از سال‌ها صورت گیرد.
استفاده از تونیک مو می‌توانند مکمل مفیدی برای مراقبت از مو برای ارتقای موهای سالم باشد. اما برخی علل ریزش مو ممکن است از اثربخشی آن جلوگیری کند. ماسک‌های مو در درجه اول با تغذیه و حالت دهنده تارهای مو عمل می‌کنند و ظاهر و بافت کلی آنها را بهبود می‌بخشند.

### انتخاب‌های اولیه درمان
تزریق داخل ضایعه‌ای کورتیکواستروئید (به انگلیسی: Intralesional Coticostroides): این روش انتخاب اول درمان در مواردی است که طاسی سکه‌ای یک یا چند ناحیه کوچک از سر را درگیر کرده است. بدین منظور معمولاً از سوسپانسیون تزریقی تریامسینولون استوناید ۲٫۵ تا ۱۰ میلی‌گرم در میلی لیتر استفاده می‌شود که دو یا سه بار با فواصل چهار تا شش هفته‌ای تکرار می‌شود تا به پاسخ درمانی مناسب برسد. برای ناحیهٔ ابرو و ریش سوسپانسیون رقیقتر به کار می‌رود.
Topical Immunotherapy: در این روش از یک آلرژن تماسی قوی در ناحیه دچار ریزش مو استفاده می‌شود. مکانیسم عمل این آلرژن به این صورت است که دستگاه ایمنی درگیرکننده فولیکول‌های مو تمایل بیشتری به آن دارد. با این روش تجمع لنفوسیت‌های T در خون محیطی اطراف فولیکول‌های مو کاهش می‌یابد.
نخستین ماده آلرژن که به این منظور به کاربرده شد Dinitrochlorobenzene (اختصاری DNCB) بود که به دلیل عوارض سرطان زایی مشاهده شده دیگر بکار نمی‌رود. ماده دیگر Squaric Acid Dibuthyl Ester (اختصاری SADBE) است که به دلیل عدم پایداری کمتر مورد استفاده قرار می‌گیرد. اما ترکیب برتر دیفن سیپرون (به انگلیسی: Diphencyprone) است که امروزه عمدتاً از آن برای ایمونوتراپی استفاده می‌شود. این ترکیب یک آلرژن تماسی قوی بوده که پایداری مناسب و عوارض کمتری از مواد پیشین دارد.

### درمان‌های خط دوم
Topical Corticostroides: این داروها در طاسی‌های سکه‌ای به عنوان درمان اصلی و در طاسی‌های آراتا توتال که با دیفن سیپرون درمان می‌شود به عنوان درمان کمکی کاربرد دارد. در این روش معمولاً از کورتیکوستروئیدهای قوی استفاده می‌شود. خوبی این درمان ارزان بودن و کاربرد ساده آن است.
Psoralen plus Ultraviolet: نوردرمانی در طاسی‌های یونیورسال که کل موهای بدن درگیر شده است، کاربرد دارد. اثربخشی آن در مطالعات گوناگون با درصدهای موفقیت مختلف گزارش شده است. احتمال ریزش دوباره موها با قطع نوردرمانی بالا است و نیاز به ادامه درمان برای مدت طولانی برای نگه داشتن موهای رشد کرده وجود دارد.
Topical irritants: استفاده از تحریک‌کننده‌های موضعی مانند دیترانول و رتینوئیک اسید نیز در برخی مطالعات مؤثر بوده است. اما اثربخشی پایینی دارند. دیترانول ۰٫۵ تا ۱ درصد مناسب به نظر می‌رسد و به دلیل لکه قهوه‌ای که روی پوست ایجاد می‌کند، در مواردی که افراد موی سیاه دارند روی کف سر به کار می‌رود.
Topical Minoxidil: ماینوکسیدیل در درمان طاسی آراتا اثر چندانی ندارد و مطالعات مختلف نتایج متناقضی از اثربخشی آن نشان داده‌اند. اما به دلیل ایمن بودن و عوارض کم در بسیاری از موارد به عنوان درمان جانبی بکار می‌رود.
در طاسی آندروژنیک داروهای آنتی آندروژنیک مانند فیناستراید جزو خط اول درمان هستند. مطالعات اندکی نیز در مورد سایر ترکیبات مانند استفاده از سیکلوسپورین خوراکی و تاکرولیموس موضعی صورت گرفته است.

### درمان‌های دیگر
درمان پی‌آرپی: یا پلاسمای غنی از پلاکت یک درمان پزشکی سه مرحله‌ای است که در آن از خون خود فرد استفاده می‌کنند. برای این کار خون بیمار را پردازش کرده و دوباره به پوست سر تزریق می‌کنند. این روش برای مدت طولانی مورد استفاده قرار گرفته است. اما پژوهش‌های کافی برای اثبات اثربخشی آن انجام نشده است. این نوع درمان نسبتاً گران است و نیاز به مراقبت دوره‌ای دارد.
شانه‌های لیزری: شانه لیزری یک دستگاه دستی و با باتری و مجهز به دیودهای لیزری است و برای درمان انواع ارثی ریزش مو در نظر گرفته شده است. دستگاه‌های شانه لیزری از فناوری لیزر درمانی سطح پایین برای تحریک فولیکول‌های مو استفاده می‌کنند تا موهای متراکم و ضخیم‌تر رشد کنند.

## پنهان کردن
- یکی از روش‌های پنهان کردن ریزش مو، شانه کردن موها در طرفین است به این صورت که موها را شانه کنید تا روی قسمت طاس قرار بگیرد. البته این یک روش موقت است و فقط زمانی کاربرد دارد که میزان طاسی سر خیلی کم باشد. زمانی که طاسی بیشتر شود، این روش کارایی خود را از دست می‌دهد.
- روش دیگر استفاده از کلاه، تکه‌های مو یا کلاه‌گیس است. کلاه‌گیس یک لایه مصنوعی یا مو طبیعی است که شبیه موی معمولی می‌ایستد.
- در بسیاری از این موارد این مو مصنوعی است. تفاوت کلاه‌گیس‌ها در کیفیت و قیمت آن‌ها است. در ایالات متحده بهترین کلاه‌گیس‌ها آن‌هایی هستند که به شکل موی طبیعی دیده می‌شوند. قیمت آن‌ها ده‌ها یا صدها دلار است.
- سازمان‌ها همچنین موهای افرادی را که می‌خواهند کمک کنند را برای تهیه کلاه‌گیس برای افرادی که سرطان دارند و موهای خودشان را در حین شیمی درمانی از دست داده‌اند جمع‌آوری می‌کنند.

## تشخیص ریزش مو
- تست کشش یا Pull Test این تست کمک می‌کند که استحکام موها ارزیابی شود. کشش خفیفی به گروهی از موها (۴۰ تا ۶۰ عدد) در سه قسمت مختلف وارد می‌شود. تعداد موهای کنده شده در زیر میکروسکوپ شمرده می‌شود. حالت نرمال آن ۳ مو در هر قسمت است و بیشتر از آن حالت سستی مو را نشان می‌دهد.
- تست انقباض یا Pluck Test این تست با بیرون کشیدن مو از ریشه و بررسی آن در زیر میکوسکوپ برای تعیین تلوژن یا آناژن بودن مو انجام می‌شود.
- نمونه برداری از پوست سر یا Scalp Biopsy این تست وقتی که علت بسیار مبهم است انجام می‌گیرد. این تست معمولاً از اطراف مرز شروع ریزش مو انجام می‌شود.
- شمارش روزانه موهای ریخته شده یا Daily Hair Counts این تست معمولاً هنگامی که نتیجه آزمایش کشش منفی است انجام می‌شود و با شمارش روزانه موهای ریخته شده همراه است. این تست با جمع‌آوری همه موهای ریخته شده طی شستن و شانه زدن مو در ۱۴ روز متوالی انجام می‌شود. اگر این تعداد بیشتر از متوسط ۲۵۰ مو در روز بود ریزش موها غیرعادی است.
- دستگاه سنجش مو یا Trichoscopy این یک تست غیر مخرب برای مو بوده و شامل ابزاری برای بزرگ‌نمایی و ارزیابی پوست سر و موها است.

## مزوتراپی
برخی از علل ریزش مو کاهش گردش خون در پوست سر، کمبود مواد مغذی ضروری، و عدم تعادل هورمونی که فولیکول‌های مو را تحت تأثیر قرار می‌دهند (مانند تولید بیش‌ازحد آندروژن DHT) هستند. مزوتراپی می‌تواند برای هدف قرار دادن سه مورد ذکرشده به کاهش ریزش مو کمک کند و همزمان سبب تحریک رشد موی جدید شود. مزوتراپی یک روش غیرتهاجمی است که در آن مواد مغزی به‌طور مستقیم در زیر ناحیه درم پوست تزریق می‌شوند. درمان با مزوتراپی، بی‌خطر و بدون درد، بدون بی‌حسی موضعی است و پانسمان مورد نیاز نیست. همچنین شامپوهای دارای پپتید نیز اثر درمان را دو چندان می‌کنند.

### مکانیسم‌ها
در مزوتراپی مواد مغذی و موردنیاز برای رشد دوباره مو و جلوگیری از ریزش مو وسط سوزن‌های ریز در پوست تزریق می‌شود. سوزن استفاده‌شده با تشکیل سوراخی میکرومتری باعث واکنش درمانی شامل تشکیل الاستین و کلاژن می‌شود. الاستین و کلاژن کاتالیزور ضروری پوست هستند که به تولید پوست تازه کمک می‌کنند و به کلاژن و الاستین موجود اضافه می‌کنند. برای نمونه، سیلیکون ارگانیک درصورتیکه بیمار از التهاب بیش‌ازحد رنج می‌برد تجویز می‌شود. کومارین نیز ممکن است درصورتیکه بیمار از گردش خون ضعیف رنج می‌برد استفاده شود. چون کومارین گشادکننده عروق است.

### مواد اولیه مورد استفاده
پیش از بررسی مواد اولیه مزوتراپی ذکر این نکته مهم است که مزوتراپی از سیستم تایم ریلیز (آزادسازی دارو در طی زمان انجام می‌گیرد) بهره می‌برد. هر جلسه درمان بین ده تا سی دقیقه طول می‌کشد.
مواد تشکیل‌دهنده فعال در مزوتراپی، بیوکانین ای و استیل تتراپپتید ۳ هستند. بیوکانین ای یک ایزوفلاون قوی است که تبدیل تستوسترون به DHT را در افرادی که از طاسی رنج می‌برند (که ریزش موی آندروژنیک نیز نامیده می‌شود) تعدیل می‌کند. علاوه بر این، عصاره شبدر قرمز به صورت ارگانیک که از دیگر مواد مورد استفاده در مزوتراپی است همانند استیل تتراپپتید ۳، مهار پروتئین و ماتریکس خارج سلولی را تحریک می‌کند. همچنین باعث تحریک رشد مو، جلوگیری از ریزش مو، کاهش التهاب، و همچنین بازسازی بافت می‌شود که تأثیر مستقیم بر فولیکول‌های مو دارد. نتیجه نهایی، فولیکول‌های موی بزرگ‌تر و سالم‌تر است که توانایی نگهداری مو را دارد. علاوه بر این، یک مطالعه بالینی افزایش ۱۵۶٪ در رشد مو در افرادی که از مزوتراپی استفاده کرده‌اند در مقایسه با افزایش ۵۲ درصدی در کاربران ماینوکسیدیل را نشان داده است.

### هزینه مزوتراپی، عوارض جانبی و اثربخشی
هزینه‌های مزوتراپی بسته به منطقه جغرافیایی، تعداد تزریقات و جلسات مربوطه و ارائه مراقبت‌های پزشکی متفاوت است. همچنین، عوارض جانبی مزوتراپی بسیار کم است و عملاً در این روش جز کبودی که معمولاً در عرض یک هفته بهبود می‌یابد و درد در ناحیه تزریق که حداکثر تا ۲۴ ساعت از بین می‌رود عوارض جانبی ندارد. نکته مهم در مزوتراپی طول درمان آن است که باید طی یک دوره درمانی با فواصل مشخص انجام شود. همچنین نگهداری و مراقبت از مو پس از مزوتراپی برای حاصل شدن بهترین نتیجه امری ضروری است. رژیم غذایی مناسب و ورزش کردن نیز تأثیرات و نتایج مزوتراپی مو را تا حد زیادی افزایش می‌دهد. همه این موارد باید توسط پزشک گفته خواهد شوند و رعایت آن‌ها بسیار مهم است.
درحالیکه بسیاری از بیماران پس از دو یا سه جلسه نتایج حاصل از مزوتراپی مو را مشاهده می‌کنند، برخی از بیماران نیز متوجه بهبود چشمگیری در موهای خود پس از تنها یک جلسه می‌شوند. با این حال در موارد شدید و به‌طورمعمول دستکم ۵ جلسه در یک دوره ۴ تا ۶ ماهه برای گرفتن نتایج، لازم است. درنهایت، مزوتراپی به‌شدت برای مردان و زنانی که از ریزش موی آندروژنتیک رنج می‌برند توصیه می‌شود. علائم شایع ریزش موی آندروژنتیک از دست دادن تکه‌ای مو، طاسی و ریزش موی مستمر است. مزوتراپی می‌تواند به‌عنوان یک جایگزین امن‌تر، ارزان‌تر و کم تهاجمی‌تر برای جراحی پیوند مو مورداستفاده قرار گیرد. بیمار باید با پزشک خود برای تصمیم‌گیری در مورد مناسب بودن این روش مشورت کند.